# アジポン
『アジポン』は1992年11月21日、Sony Recordsからリリースされた爆風スランプ9枚目のオリジナル・アルバム。

## 概要
7枚目『ORAGAYO〜in the 7th heaven〜』以降ファンキー末吉が中国に魅せられたこと事もあり内容はアジアン・テイストの強い作品となった。タイトルは「アジア」と「ニッポン」を掛け合わせた造語。「アジアとニッポン」から「アジポン」となる。

## メンバー
- サンプラザ中野 - ボーカル
- パッパラー河合 - ギター
- ファンキー末吉 - ドラム、リーダー
- バーベQ和佐田 - ベース

## 収録曲
全作詞：サンプラザ中野（特記以外）、全曲・編曲：BAKUFU-SLUMP（特記以外）
| #         | タイトル                                | 作詞                          | 作曲 | 編曲                                 | 時間  |
| --------- | --------------------------------------- | ----------------------------- | --- | ------------------------------------ | ----- |
| 1.        | 「リゾラバ ～international～」          | サンプラザ中野                | 黄家駒、黃家強、黃貫中                                                                                   | BAKUFU-SLUMP/エンペラー福田          | 4:52  |
| 2.        | 「友情≧愛」                             | サンプラザ中野                | パッパラー河合                                                                                           | BAKUFU-SLUMP/エンペラー福田          | 4:05  |
| 3.        | 「マイペンライ」                        | サンプラザ中野                | パッパラー河合                                                                                           | BAKUFU-SLUMP/エンペラー福田          | 3:40  |
| 4.        | 「涙3 （ナミダサンジョウ）」            | サンプラザ中野                | ファンキー末吉                                                                                           | BAKUFU-SLUMP/エンペラー福田/兼崎順一 | 3:52  |
| 5.        | 「お子様と日本のための狂詩曲」          | サンプラザ中野                | バーベQ和佐田                                                                                            | BAKUFU-SLUMP/エンペラー福田          | 4:26  |
| 6.        | 「明日の地球のロックンロール」          | サンプラザ中野                | パッパラー河合                                                                                           | BAKUFU-SLUMP/エンペラー福田          | 2:57  |
| 7.        | 「愉快な趙さん」(Vocal：ファンキー末吉) | サンプラザ中野/パッパラー河合 | サンプラザ中野/パッパラー河合                                                                            | BAKUFU-SLUMP/エンペラー福田          | 4:10  |
| 8.        | 「アジャパニジア」                      | サンプラザ中野                | ロバート・フリップ、イアン・マクドナルド、グレッグ・レイク、マイケル・ジャイルズ、ピート・シンフィールド | BAKUFU-SLUMP/エンペラー福田          | 1:51  |
| 9.        | 「WAR」                                 | サンプラザ中野                | バーベQ和佐田                                                                                            | BAKUFU-SLUMP/エンペラー福田/兼崎順一 | 3:41  |
| 10.       | 「はるかなる想い」                      | 訳詩:サンプラザ中野           | アルバート・ハモンド                                                                                     | BAKUFU-SLUMP/エンペラー福田          | 4:52  |
| 11.       | 「天助我也」                            | サンプラザ中野                | ファンキー末吉                                                                                           | BAKUFU-SLUMP/エンペラー福田          | 3:29  |
| 12.       | 「愉快的老赴」(Vocal:ファンキー末吉)    | 訳詩:ファンキー末吉           | サンプラザ中野/ファンキー末吉                                                                            | BAKUFU-SLUMP/エンペラー福田          | 4:11  |
| 合計時間: | 合計時間:                               | 合計時間:                     | 合計時間:                                                                                                | 合計時間:                            | 46:06 |